# 膣炎
膣炎（ちつえん、英語: Vaginitis）とは、女性の膣に炎症を生じた病態。

## 種類
- 細菌性膣炎
- カンジダ膣炎
- トリコモナス膣炎
- 萎縮性膣炎（老人性膣炎）